# 奥斯卡·比埃
奥斯卡·比埃（挪威語：Oskar Bye，1870年6月3日—1939年4月30日），挪威男子竞技体操运动员。他曾获得1908年夏季奥运会体操比赛男子团体全能银牌。他也参加了届间运动会，并在体操男子团体全能项目上获得金牌。